# America's Got Talent
America's Got Talent är ett underhållningsprogram på TV från USA.
Programformatet har blivit populärt och spridits till flera länder däribland Sverige som sänt den svenska motsvarigheten under namnet Talang Sverige i TV4. I samma kanal eftersänds även det amerikanska programmet.
Idén går ut på att allmänheten söker till programmet och de utvalda får visa upp en speciell talang för en jury som sedan väljer om man är tillräckligt bra för att gå vidare i programmet eller inte genom att trycka på antingen en röd eller grön knapp. Efter ett antal program får TV-publiken möjlighet att med hjälp av sina telefoner rösta på den talang som de själva tycker ska gå vidare till nästa program. Till slut återstår bara en talang som då vinner en viss summa pengar.
Under hösten 2016 skrev Simon Cowell på ett kontrakt för att sitta i juryn de tre kommande säsongerna av America's Got Talent. Han kommer gästas domarna Mel B, Howie Mandel och Heidi Klum.

## Vinnare
- Säsong 1 (2006): Bianca Ryan
- Säsong 2 (2007): Terry Fator
- Säsong 3 (2008): Neal E. Boy
- Säsong 4 (2009): Kevin Skinner
- Säsong 5 (2010): Michael Grimm
- Säsong 6 (2011): Landau Eugene Murphy, Jr.
- Säsong 7 (2012): Olate Dogs
- Säsong 8 (2013): Kenichi Ebina
- Säsong 9 (2014): Mat Franco
- Säsong 10 (2015): Paul Zerdin
- Säsong 11 (2016): Grace VanderWall
- Säsong 12 (2017): Darci Lynne Farmer
- Säsong 13 (2018): Shin Lim
- Säsong 14 (2019): Kodi Lee
- Säsong 15 (2020): Brandon Leake
- Säsong 16 (2021): Dustin Tavella
- Säsong 17 (2022): Mayyas
- Säsong 18 (2023): Adrian Stoica och Hurricane